# يوري أوشاكوف
يوري أوشاكوف (بالروسية: Юрий Викторович Ушаков)‏ هو دبلوماسي روسي، ولد في 13 مارس 1947 في موسكو في روسيا.